# 榊田清兵衛
榊田清兵衛（さかきだ せいべえ、元治元年5月26日（1864年6月29日） - 昭和4年（1929年）10月10日）は、明治時代から昭和時代の政治家。仙北郡会議員、秋田県会議員を経て元衆議院議員（当選7回）。地方問題の解決と床次竹二郎内閣実現のために奔走した。

## 生涯

### 生い立ち
出羽国仙北郡大曲村（現秋田県大仙市大曲地区）に大地主・四世榊田清兵衛（長蔵）と由利町出身のさだの長男として誕生。幼名は清蔵。女ばかりの後の待望の男子となる。1874年（明治7年）に大曲小学校に入学後、まもなく父長蔵が亡くなり、家督相続し、家名の清兵衛をついだ。わんぱく少年だったが学問を好み、神沢繁（素堂）、黒沢利吉、高垣重明、岡田好成らに師事し、自宅向かいに講習義塾を設立した。14歳頃に大曲小学校助教就任。1881年（明治14年）、今の青年会に当たる大曲談話会を設立し、町の主要行事・政治の動きを決定する機関となった。翌年には田口岩蔵（西仙北町出身。旧姓は今野。田口惣左衛門の養子）らと仙北改良社を設立し、産米の改良に着手、また乾田馬耕、耕地整理なども奨励した。1888年（明治21年）の町村制施行に伴って大曲村会議員の1人として当選し、政界への第一歩を踏み出した。

### 郡会・県会時代
1890年（明治23年）県会議員となり、翌年の仙北郡会の開設に伴い第一回議員に大曲町から選出された。同年の通常郡会では議長代理に当選し、翌年には郡参事会員にあげられ郡会をリードした。郡会議員としては道路の開削、病院の設置、郡役所の建築などに着手し、1896年（明治29年）8月31日発生の陸羽地震（六郷地震）の救済・復興に当たっては、国・県に強く働きかけを行い事績を残した。県会議員としては県立図書館の設立、国立種馬所の神宮寺への誘致、農商務省農事試験場陸羽支場の花館への設置、奥羽線の全通促進運動、秋田育英会の創立、土崎築港案の可決、横手中学校（現秋田県立横手高等学校）・大曲農学校（現秋田県立大曲農業高等学校）の設立、秋田市水道の布設、千秋公園の秋田市移管などに力を尽くした。1901年（明治34年）の通常県会では第18代県会議長に選出されたが、病気療養のため1903年（明治36年）9月に任期満了とともに議員を退任した。また、経済界の動向にも着目し、田口岩蔵と資金合本社を設立し、1894年（明治27年）に大曲銀行に発展した。同年、大曲米穀取引所を設立し、初代理事長となった。その機関誌として「大曲商報」（現秋田民報）が生まれた。1902年（明治35年）には秋田新聞の立て直しを計画し、株式会社組織の秋田魁新報を発足させ、重役に就任、1906年（明治39年）には秋田農工銀行頭取の初代頭取に就任した。

### 中央政界への進出
1908年（明治41年）4月19日に発生した「川上弁護士邸焼き打ち事件」が代議士出馬のきっかけを作った。この事件は、秋田地方裁判所大曲支部の横手への移転を不満とする大曲町民が、移転推進を公言していた横手町（現横手市）出身の弁護士川上勝淑宅を焼き打ちした。この事件は横手出身の代議士沼田宇源太の政治活動によるもので、大曲からも代議士を送れという機運が高まり、同年6月の第10回総選挙に秋田県郡部区から無所属で出馬しトップ当選した。選挙では秋田進歩党（憲政本党）は準党員扱いで支援したものの、岩手県選出の原敬への敬服から帝国議会では立憲政友会に所属した。翌年1月には政友会秋田県支部創立発会式を挙げて党勢の拡大に努めた。第26回帝国議会では1年生議員ながら請願委員長に当選し、各種法律案のほか、港湾改良、全国鉄道速成、学制改革、河川改修費増額などに関する建議案を提出して可決させた。

### 床次竹二郎の盟友として
1921年（大正10年）11月、尊敬していた原が東京駅で刺殺されると甚だしく落胆し、政界引退まで言明したものの、当時政友会の協議員長の重職にあり周囲の情勢が引退を許さなかった。原亡き後は床次竹二郎と政治行動を共にし、床次内閣実現のために奔走した。1924年（大正13年）1月に清浦内閣支持をめぐって高橋是清総裁と対立して政友会を脱党し、床次を総裁として政友本党を結成した。1927年（昭和2年）には憲政会と合同して立憲民政党を結成、翌年8月には民政党を脱党して新党倶楽部を結成、さらに1929年（昭和4年）7月には床次一派の新党倶楽部は政友会に復帰した。

### 最晩年
最晩年は政友会最高顧問の地位に就任した。田中義一総裁の急死によってその後継問題が起こり、病苦を忘れて床次擁立のために画策したが、1929年（昭和4年）10月9日に後任総裁は犬養毅に決定の知らせを聞き持病の胃潰瘍が悪化し、翌10日午後9時30分東京芝白銀の別邸で急逝した。享年66。13日に青山斎場で葬儀告別式を行い、15日に大曲町で町葬が執り行われた。法名は、「清明院釋崇仁」。所属寺の安養寺（大仙市）に墓が、大川寺（同市）に分骨を納めた祈念碑が建てられている。

## 政策

### 盛曲線問題
初当選以来、盛曲線（田沢湖線）敷設に心血を注ぎ、1910年（明治43年）には「盛曲線建設同盟会」を結成し、その実現を政府議会に請願させた。再三計画は頓挫しながらもねばり強く世論を盛り上げ、ついに1919年（大正8年）原内閣で軽便鉄道として両院で可決成立し、翌年着工、1921年（大正10年）7月30日に生保内軽便線として大曲～角館間が開通した。大曲～生保内間が開通したのは1923年（大正12年）8月31日、関東大震災発生の前日のことである。一方、盛岡～橋場間は前年7月に開通し、仙岩峠の掘削に進もうとしたものの、加藤高明内閣の緊縮政策によって工事延期となり、1929年（昭和4年）濱口内閣で工事中止が正式に決定した。盛岡～大曲間を結ぶ田沢湖線が全通したのは建設運動開始から実に60余年後の1966年（昭和41年）10月20日のことである。現在は田沢湖線と平行して秋田新幹線「こまち」の運行路線となっている。

### 地方問題解決
1917年（大正6年）に最上川改修に伴う赤川流域の附帯事業が計画され、最上川の両岸数百町歩を掘削することになったため、周辺住民は反対の陳情を重ねた。翌年庄内を訪れた際、改修計画を更改させることを約束し農民救済に当たった。その結果、川幅の拡大を縮小して西山を掘削することになり、1921年（大正10年）着工、1927年（昭和2年）に赤川新川は完成した。ほかには、盛岡～宮古間の鉄道路線実測を石丸重美鉄道技官にやらせ苦難の末に完成させた。関東大震災後の復興事業では復興局総裁に元秋田県知事清野長太郎を起用して、帝都の近代的復興に大きな功績を残した。地元問題では、平鹿郡田根森の泥炭試掘問題、吉野鉱山の煙毒問題の解決に尽力した。

### 地下鉄の開通
大正時代の実業家は幾度となく東京地下鉄の設計書・資料を政府に許可申請したが、地盤沈下・工事が困難であることなどを理由に全部却下していた。山梨県出身の実業家早川徳次は特に榊田を頼り、政府と民間から技術陣をロンドンに派遣し実情を調査させその報告書を政府に提出した。その結果、早川らに建設許可を与え、1927年（昭和2年）12月30日に東京地下鉄道会社によって浅草～上野間（2.2km）が開業した。後年早川は「榊田先生がいなかったら、日本の地下鉄は生まれなかった」と述懐している。

## 選挙結果
1908年（明治41年）5月15日の第10回総選挙で秋田県郡部区（定数6）から立候補して初当選を果たし、1928年（昭和3年）2月20日の第16回総選挙まで連続7回当選した。
| 第10回総選挙：明治41年（1908）5月15日（金） |              |                 |       |
| 郡部区                                      | 榊田清兵衛   | 無所属・新1     | 3,148 |
|                                             | 荒谷桂吉     | 憲政本党・前3   | 2,766 |
|                                             | 添田飛雄太郎 | 憲政本党・新1   | 2,716 |
|                                             | 齋藤宇一郎   | 憲政本党・前4   | 2,683 |
|                                             | 三浦盛徳     | 立憲政友会・前3 | 2,585 |
|                                             | 近江谷栄次   | 猶興会・前2     | 2,278 |
|                                             | 石井信       | 立憲政友会・前  | 1,915 |
|                                             | 目黒貞治     | 立憲政友会・元  | 297   |
|                                             | その他       |                 | 443   |

| 第11回総選挙：明治45年（1912）5月15日（水） |              |                 |       |
| 郡部区                                      | 町田忠治     | 立憲国民党・新1 | 3,565 |
|                                             | 榊田清兵衛   | 立憲政友会・前2 | 2,978 |
|                                             | 齋藤宇一郎   | 立憲国民党・前5 | 2,787 |
|                                             | 添田飛雄太郎 | 立憲国民党・前2 | 2,636 |
|                                             | 田中隆三     | 立憲政友会・新1 | 2,542 |
|                                             | 三浦盛徳     | 立憲政友会・前4 | 1,662 |
|                                             | 近江谷栄次   | 中央倶楽部・前  | 1,655 |
|                                             | 大久保鉄作   | 立憲政友会・元  | 1,529 |
|                                             | その他       |                 | 307   |

| 第12回総選挙：大正4年（1915）3月25日（木） |              |                 |       |
| 郡部区                                     | 町田忠治     | 立憲同志会・前2 | 3,208 |
|                                            | 齋藤宇一郎   | 立憲同志会・前6 | 3,179 |
|                                            | 伊藤恭之助   | 立憲同志会・新1 | 2,976 |
|                                            | 添田飛雄太郎 | 立憲同志会・前3 | 2,916 |
|                                            | 榊田清兵衛   | 立憲政友会・前3 | 2,509 |
|                                            | 中村千代松   | 立憲国民党・新1 | 1,906 |
|                                            | 大久保鉄作   | 立憲政友会・元  | 1,845 |
|                                            | 渡辺文八郎   | 立憲政友会・新  | 1,676 |
|                                            | その他       |                 | 16    |

| 第13回総選挙：大正6年（1917）4月20日（金） |              |                 |       |
| 郡部区                                     | 池田亀治     | 立憲政友会・新1 | 2,667 |
|                                            | 榊田清兵衛   | 立憲政友会・前4 | 2,601 |
|                                            | 齋藤宇一郎   | 憲政会・前7     | 2,566 |
|                                            | 町田忠治     | 憲政会・前3     | 2,267 |
|                                            | 高橋本吉     | 立憲政友会・新1 | 2,158 |
|                                            | 添田飛雄太郎 | 憲政会・前4     | 1,963 |
|                                            | 中村千代松   | 立憲国民党・前  | 1,947 |
|                                            | 伊藤恭之助   | 憲政会・前      | 1,916 |
|                                            | 明石順吉     | 無所属・新      | 599   |
|                                            | その他       |                 | 11    |

| 第14回総選挙：大正9年（1920）5月10日（月） |            |                 |       |
| 第6区                                      | 榊田清兵衛 | 立憲政友会・前5 | 5,631 |
|                                            | 伊藤恭之助 | 憲政会・元      | 212   |
|                                            | その他     |                 | 120   |

| 第15回総選挙：大正13年（1924）5月10日（土） |            |                |       |
| 第6区                                       | 榊田清兵衛 | 政友本党・前6  | 4,682 |
|                                             | 小西伝助   | 立憲政友会・新 | 1,923 |
|                                             | その他     |                | 11    |

| 第16回総選挙：昭和3年（1928）2月20日（金） |              |                 |        |
| 第2区                                      | 榊田清兵衛   | 立憲民政党・前7 | 20,107 |
|                                            | 井出繁三郎   | 立憲政友会・前2 | 19,695 |
|                                            | 池田亀治     | 立憲政友会・前3 | 17,456 |
|                                            | 塩田団平     | 立憲民政党・前  | 16,134 |
|                                            | 沢田松太郎   | 日本労農党・新  | 5,938  |
|                                            | 添田飛雄太郎 | 革新党・元      | 559    |

## 栄典
位階
- 1929年（昭和4年）10月10日 - 正五位[1]

勲章
- 1929年（昭和4年）10月10日 - 勲三等旭日中綬章[1]

## 親族や遠縁
- 先祖は酒井又四郎[2]
- 初代・清兵衛（又四郎の子）[2]
- 祖父・3代清兵衛（熊蔵）、源蔵の四男（2代に子がなく、養子とする）[2]
- 父・4代清兵衛（長蔵）[2]
  - 姉・トク、ヤス、ステ、イシ、ヨシ、モト、フサ[2]
- 養弟・清治（明治2年8月生、榊田長治長男）
  - 清治の妻タヨ（明治8年2月生、伊藤重五郎の二女）
- 二男・貞蔵
  - 貞蔵の妻・エツ（明治29年9月生、吉川友之助の妹）
    - 貞藏の三男・健蔵（明治44年5月生）
- 長女・キヨ（明治17年6月生）
  - キヨの夫・孫三郞（明治9年3月生、小西專之助の叔父）
- 二女・ナホ（明治22年4月生）
  - ナホの夫・塩谷良吉（塩谷長右衛門の次男[3]）
- 五男・修蔵（明治32年6年生）は河村チヨの家籍に入る

### 遠縁
- 榊田清兵衛の分家にあたる榊田長之助の家から、福原家に入婿した青年がいた[4]。
- 高坂呉服（藤間流）
- 榊田本店（繁治）と榊田分店（泰蔵。この分かれが楽器店）は、榊田源蔵の子孫[2]